# Открытый чемпионат Германии по теннису среди мужчин 2005
Открытый чемпионат Германии по теннису среди мужчин 2005 года — 99-й розыгрыш ежегодного профессионального теннисного турнира среди мужчин, проводящегося в немецком городе Гамбург и являющегося частью тура ATP в рамках серии Мастерс. Турнир прошёл с 9 по 15 мая. Соревнование продолжало околоевропейскую серию грунтовых турниров, подготовительную к Открытому чемпионату Франции.
Прошлогодние победители:
- в одиночном разряде —  Роджер Федерер
- в парном разряде —  Уэйн Блэк и  Кевин Ульетт

## Соревнования

### Одиночный турнир
Роджер Федерер обыграл  Ришара Гаске со счётом 6-3, 7-5, 7-6(4).
- Федерер выигрывает 6-й одиночный титул в сезоне и 28-й за карьеру в основном туре ассоциации.
- Гаске сыграл 1-й одиночный финал в сезоне и 2-й за карьеру в основном туре ассоциации.

### Парный турнир
Йонас Бьоркман /  Максим Мирный обыграли  Микаэля Льодра /  Фабриса Санторо со счётом 4-6, 7-6(2), 7-6(3).
- Бьоркман выигрывает 2-й парный титул в сезоне и 39-й за карьеру в основном туре ассоциации.
- Мирный выигрывает 2-й парный титул в сезоне и 22-й за карьеру в основном туре ассоциации.